# Absberggasse
Die Absberggasse ist eine Straße im 10. Wiener Gemeindebezirk, Favoriten. Sie wurde 1875 nach den historisch bereits 1690 erwähnten Rieden In den Absbergen, Im oberen Absberg und Im unteren Absberg benannt. Die Bezeichnung Absberg leitet sich möglicherweise von „des Abtes Berg“, also einem Klosterbesitz ab.

## Verlauf und Charakteristik
Die Absberggasse verläuft im äußersten Osten des historischen Favoritens in nordsüdlicher Richtung von der Gudrunstraße bis zum sackgassenartigen Ende an der Stadtautobahn Südosttangente, deren Bau auf der noch 1960 vorhandenen Einmündung der Gasse in die Favoritenstraße bei der Grenzackerstraße (heute Verteilerkreis Favoriten namens Altes Landgut) erfolgt ist. Sie steigt nach Süden stetig gegen den Laaer Berg an und ist nur teilweise von Wohnhäusern gesäumt. Auf der gesamten Länge der Absberggasse (50 Hausnummern) verläuft ein Radweg.
Nur zwischen Gudrunstraße und Quellenstraße befahren die Straßenbahnlinien 6 und 11 die Gasse, ansonsten gibt es hier keine öffentlichen Verkehrsmittel. Nördlich der Gudrunstraße wurde 2019 die neue südliche Endstation der die Stadt durchquerenden Straßenbahnlinie D errichtet, die nun mit der Zielangabe Absberggasse verkehrt.
Im nördlichen Bereich befinden sich Wohnhäuser aus der Zeit um 1900, in der oberen Hälfte ausschließlich Gebäude aus den Jahren seit 1990.

## Bemerkenswerte Gebäude

### Kreta
Die Absberggasse beginnt an der Gudrunstraße an der östlichen Seite mit Wohnhäusern vom Ende des 19. Jahrhunderts, die mit den Zinshäusern der drei östlichen Parallelgassen bis zur Quellenstraße im Volksmund Kreta genannt werden und 2010 als „eines der ärmsten und verwahrlosesten Altbauviertel Wiens“ bezeichnet wurden. (2018 wurden Erneuerungspläne für das Viertel bekannt.) An der gegenüberliegenden, westlichen Straßenseite befinden sich das Familienbad Gudrunstraße und das Wasserhebewerk Laaer Berg (Quellenstraße 24) mit darüber liegenden Sportplätzen.

### Nr. 12–14: Kleinwohnungsanlage
Das östlichste der vier Häuser der „Kleinwohnungsanlage“ Buchengasse 7–9 ist der Absberggasse mit seiner Breitseite zugewandt. Die Anlage wurde 1912 von Leopold Ramsauer und Otto Richter  erbaut und gilt als eine Vorläuferin des sozialen Wohnbaus. Sie ist mit dem Arbeitercottage (nächster Abschnitt) von der Stadt Wien zur baulichen Schutzzone Arbeitercottage-Kiesewettergasse zusammengefasst.

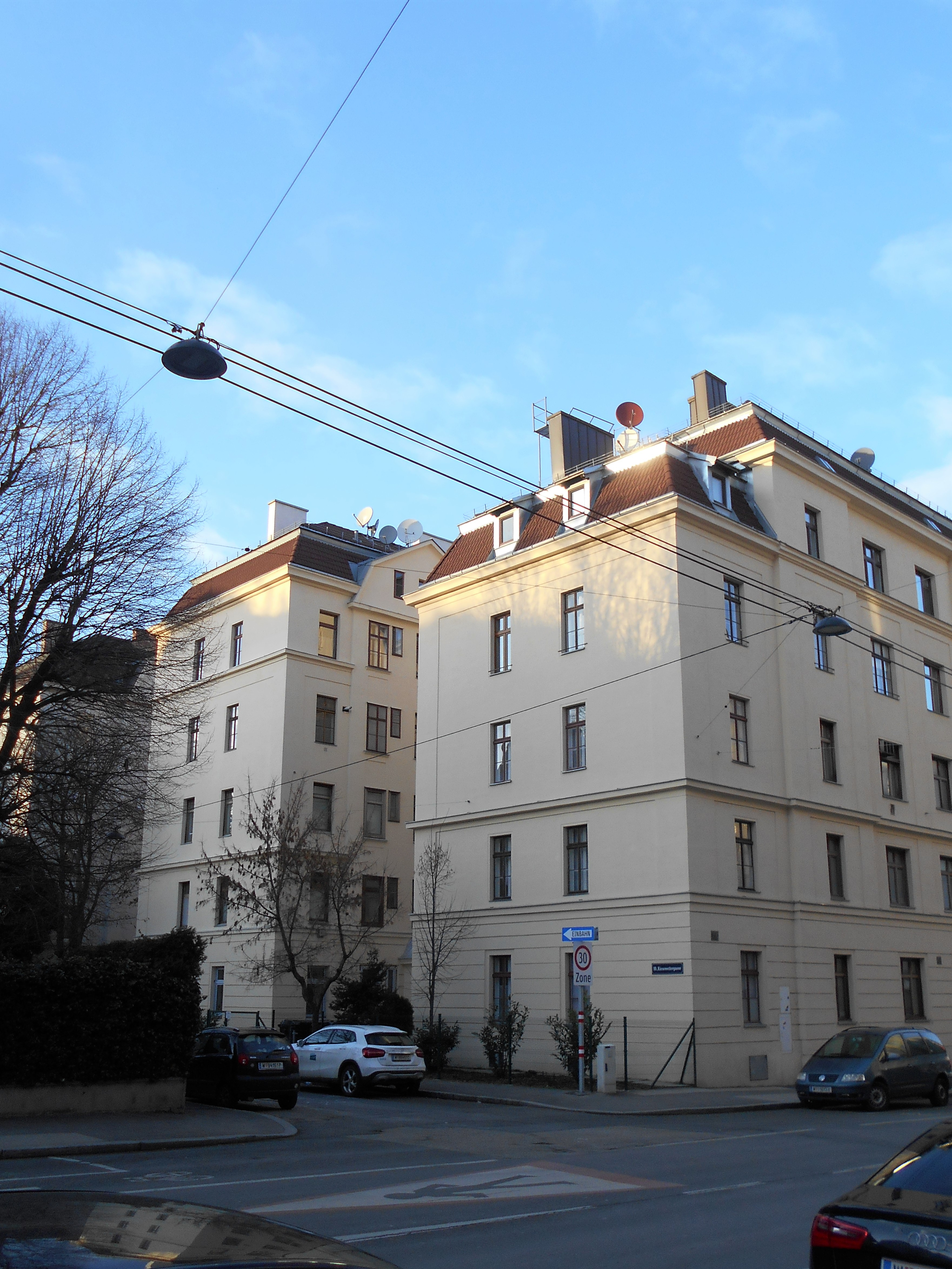

### Nr. 16–20: Arbeiter-Einfamilienhäuser
1886/87 wurden von Josef Unger hier zwischen Absberggasse, Schrankenberggasse und Puchsbaumgasse (drei Häuserblöcke auf der westlichen Straßenseite) Arbeiter-Einfamilienhäuser errichtet, die für Wien ungewöhnlich und in dieser Form auch einzigartig sind. Nach englischen Vorbildern wurden kleine zweigeschoßige Einfamilienhäuschen mit Gärten und Vorgärten errichtet, die entlang der Straßen in Randverbauung verwirklicht wurden. Sie besitzen Dachgiebel und sind in Sichtziegelbauweise errichtet, wobei die Obergeschoße teilweise verputzt sind. Besonders die Häuser an der Absberggasse sind gut erhalten, während die übrigen inzwischen verändert wurden. Das Ensemble steht unter Denkmalschutz.

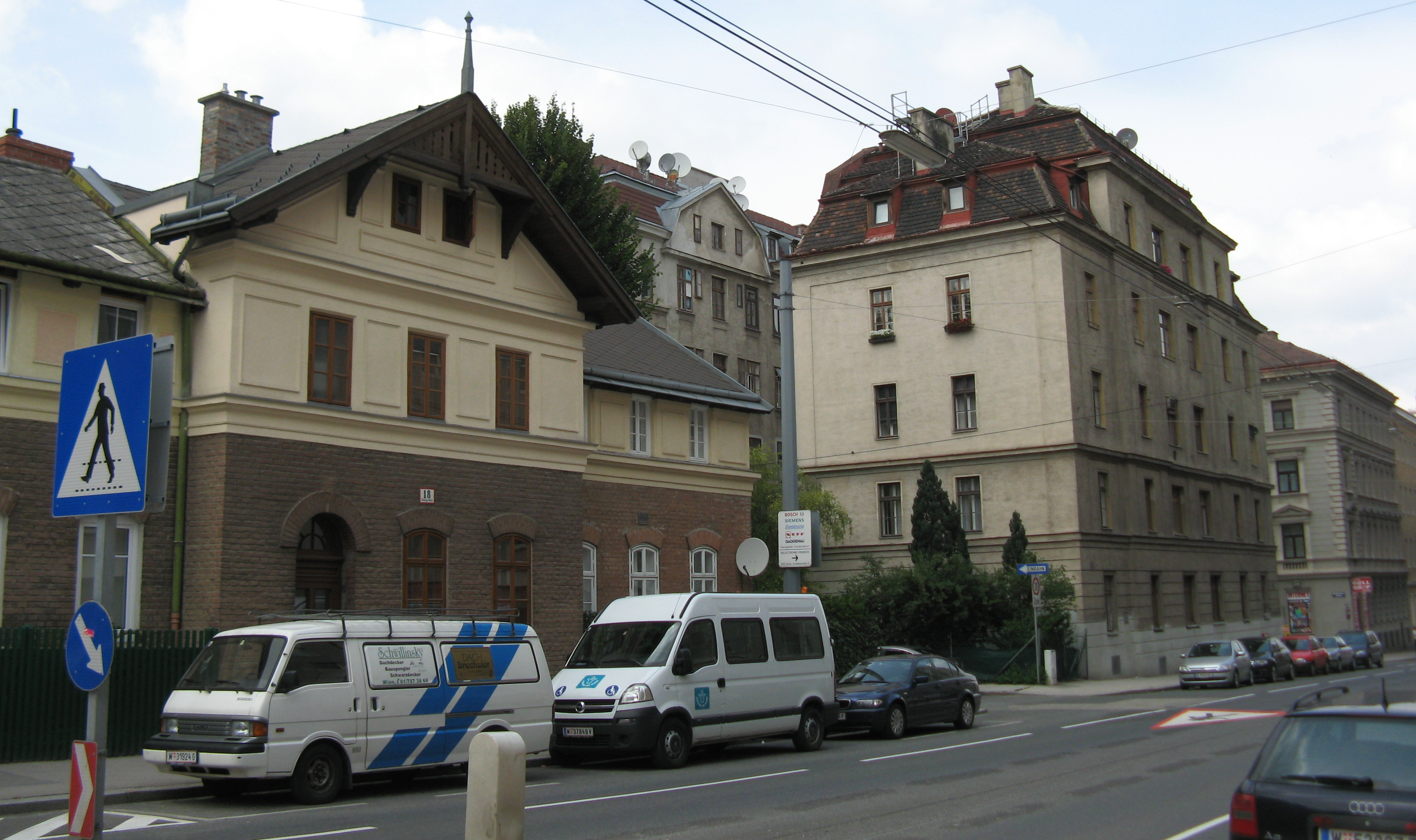
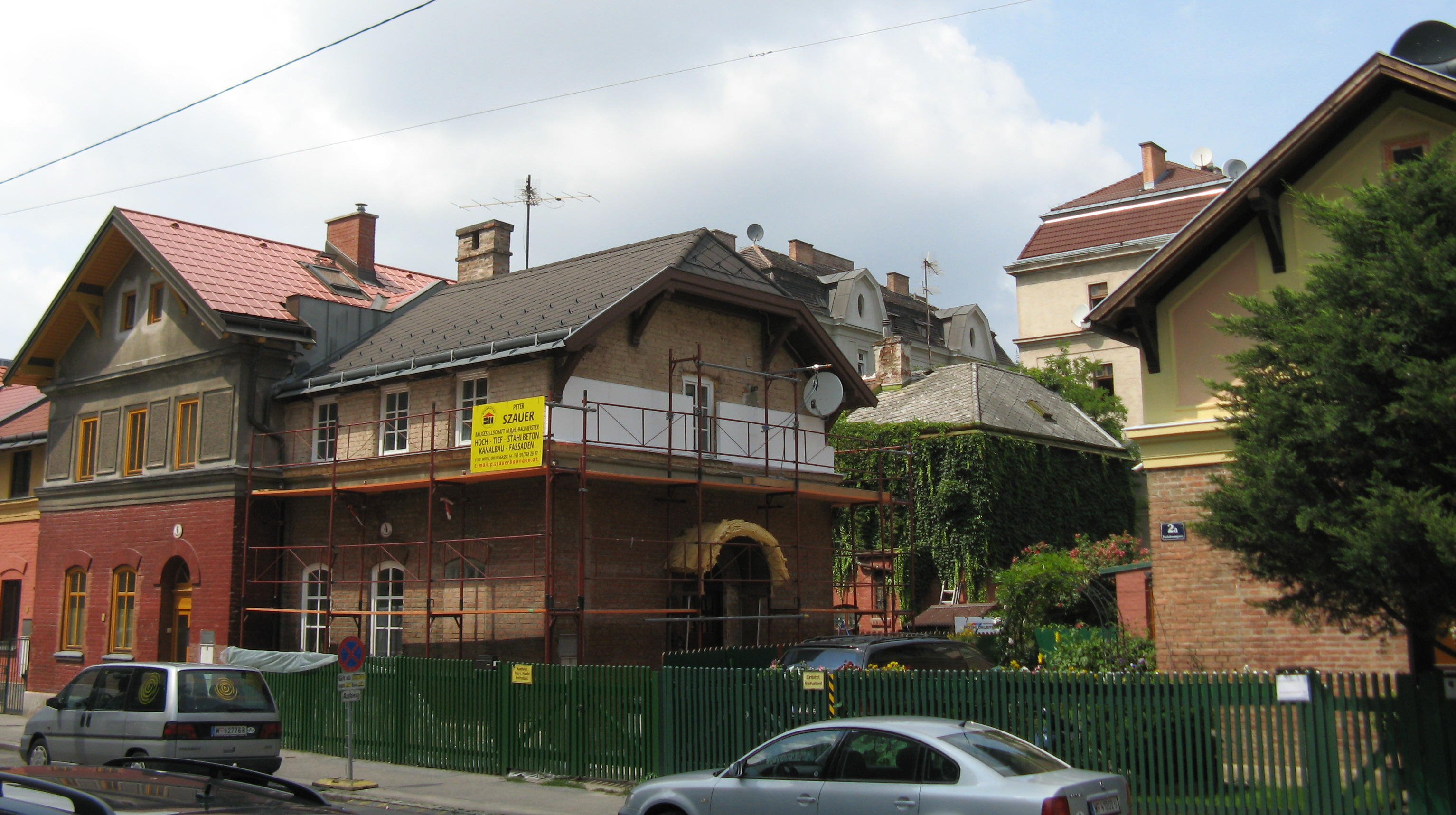
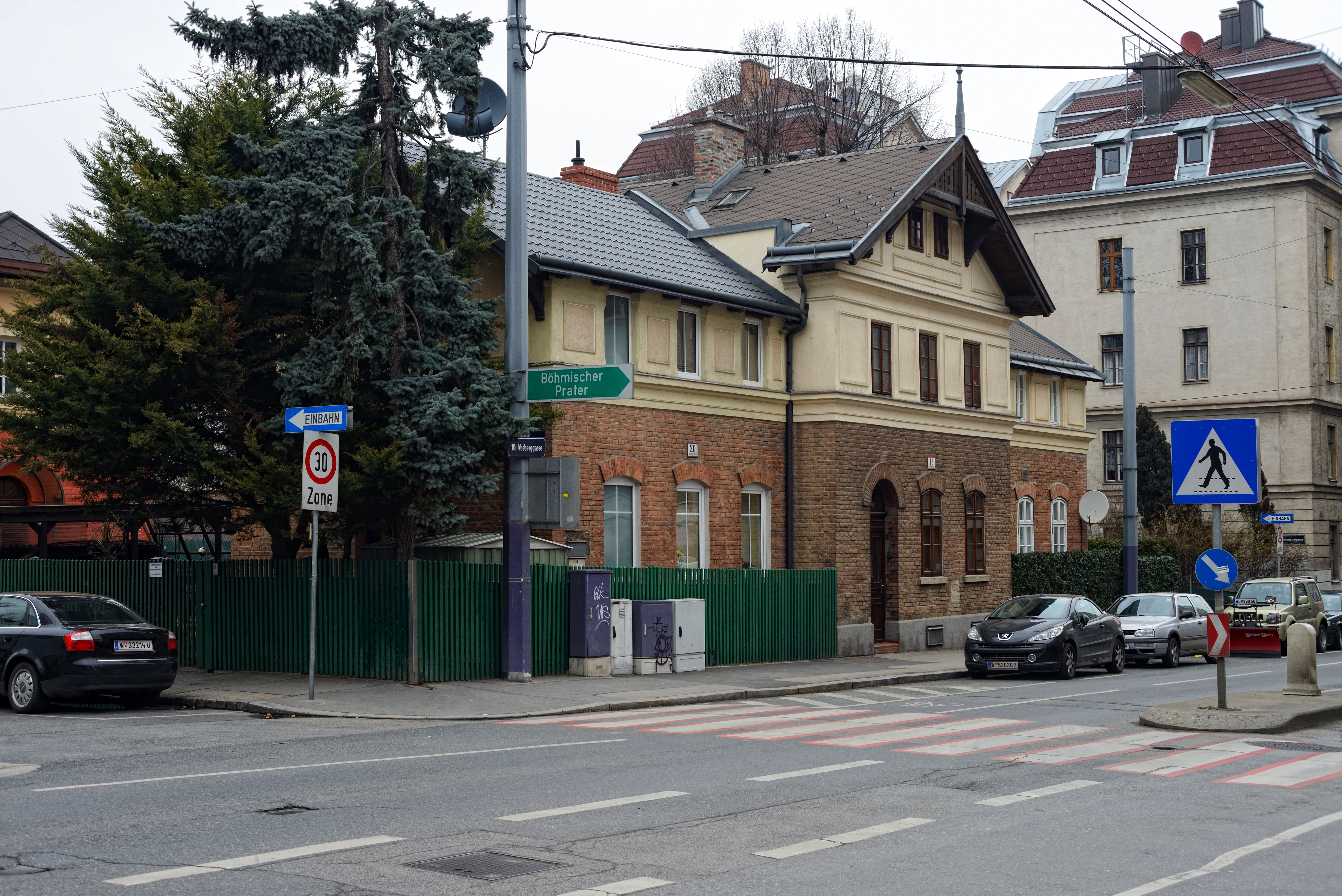
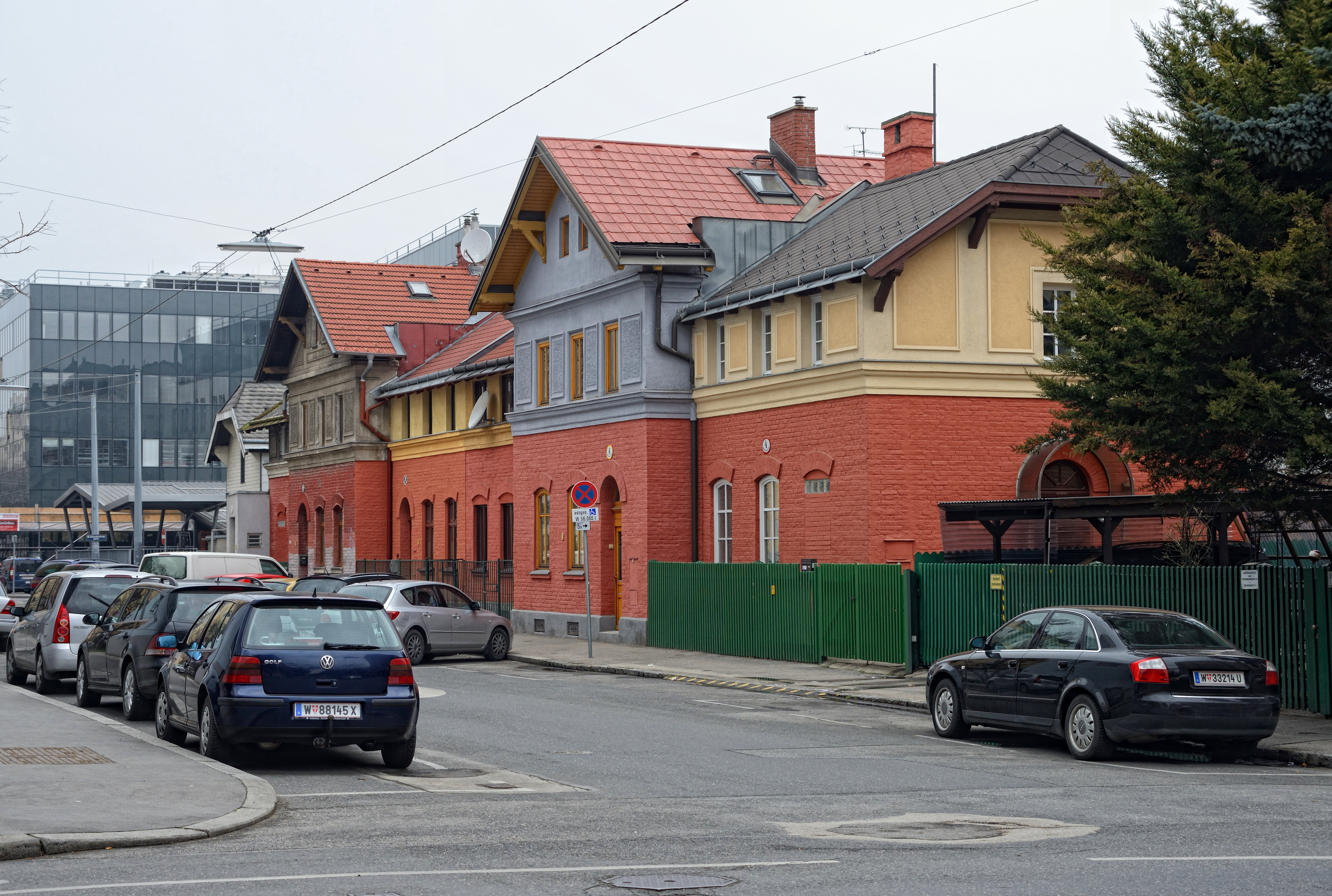
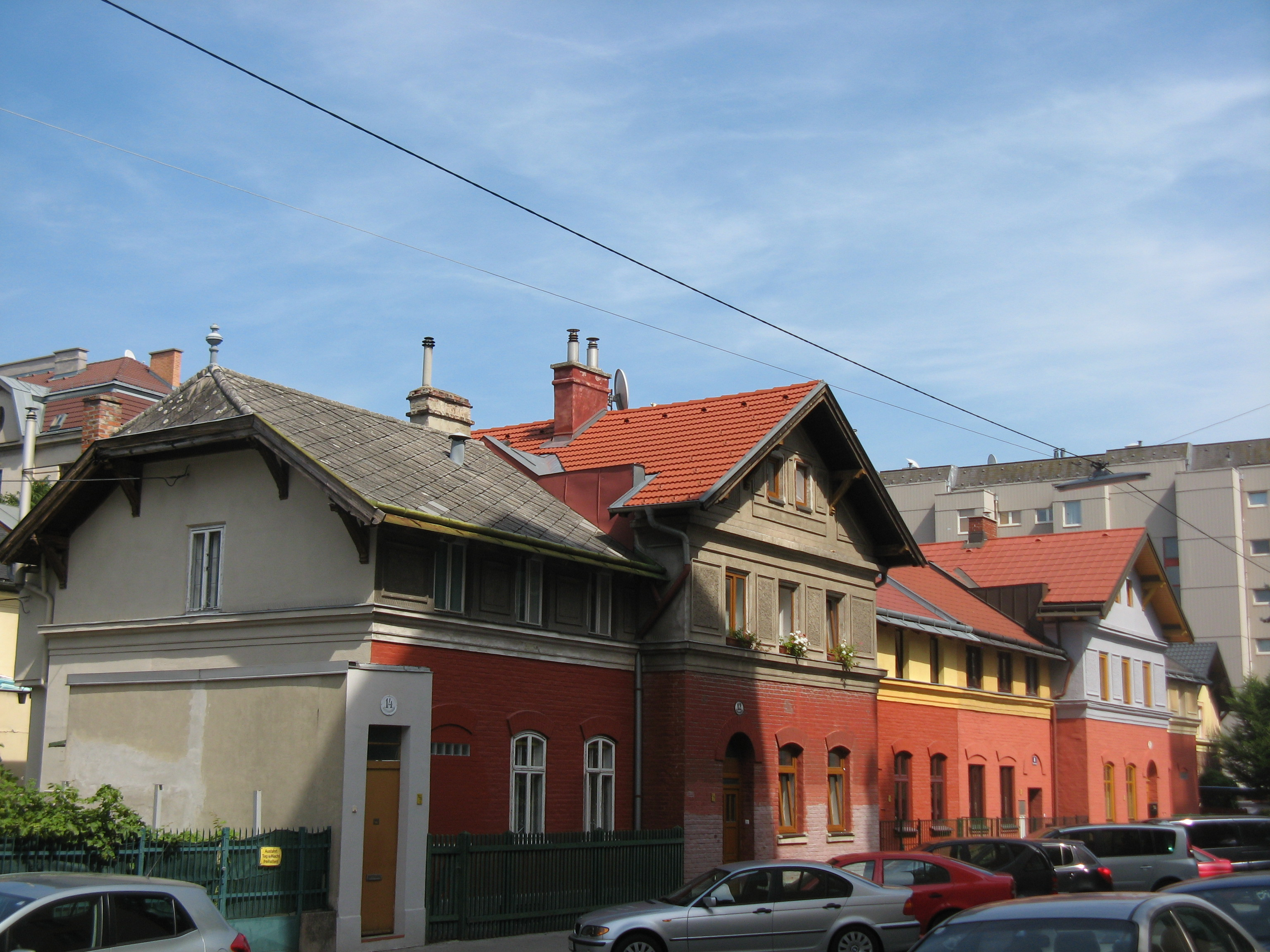

### Nr. 25: städtische Wohnhausanlage
Auf den an der östlichen Straßenseite gegenüberliegenden ehemaligen Ankerbrotgründen zwischen Absberggasse, Quellenstraße und Puchsbaumgasse wurde 1982–1985 eine große städtische Wohnhausanlage errichtet. An der Planung waren die Architekten Friedrich Albrecht, Carl Appel, Helmut Kunze, Herbert Müller-Hartburg, Kurt Neugebauer und Robert Sturmberger beteiligt. Hier befinden sich 750 Wohnungen nebst Geschäftslokalen, Gemeinschaftsräumen und einem Kindertagesheim.

### Nr. 32: Preyersches Kinderspital
An der westlichen Straßenseite befand sich das durch eine Mauer eingefriedete Gelände des Preyerschen Kinderspitals, das seit 2008 als Abteilung des Kaiser-Franz-Josef-Spitals geführt wird. Der Eingang befand sich in der parallelen Schrankenberggasse auf Nr. 31. Das Spital wurde abgerissen und ab dem Jahre 2018 wurden Wohnbauten errichtet, die 2019 bezugsfertig sind.

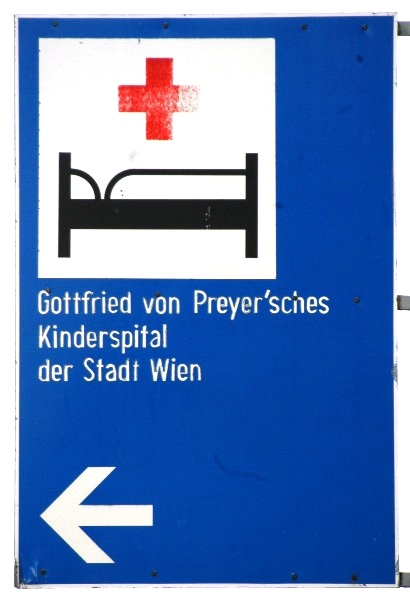
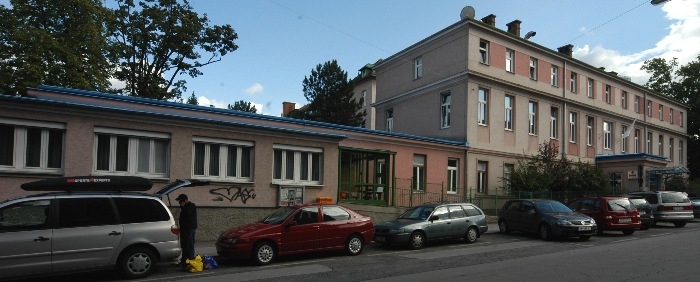
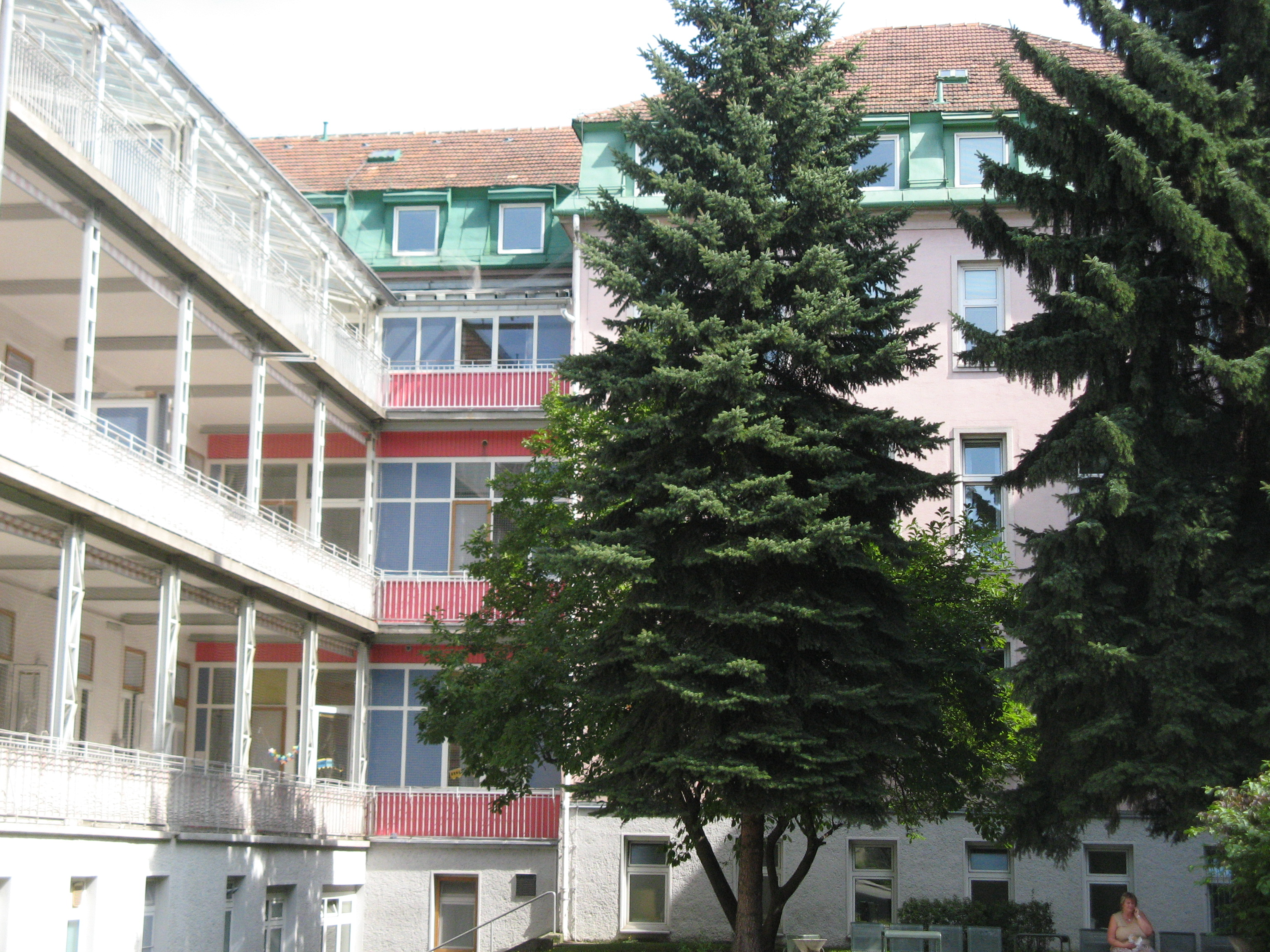
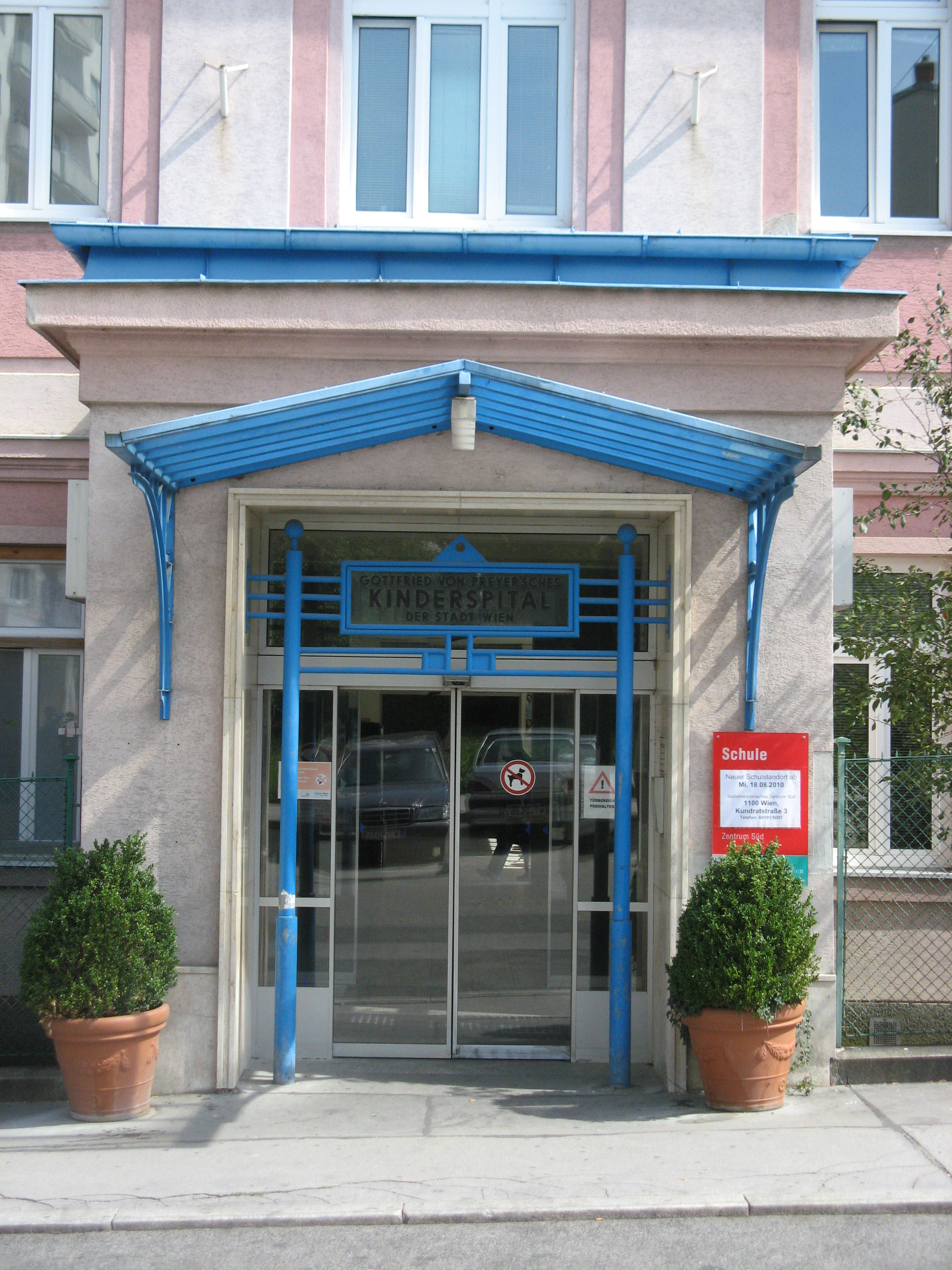
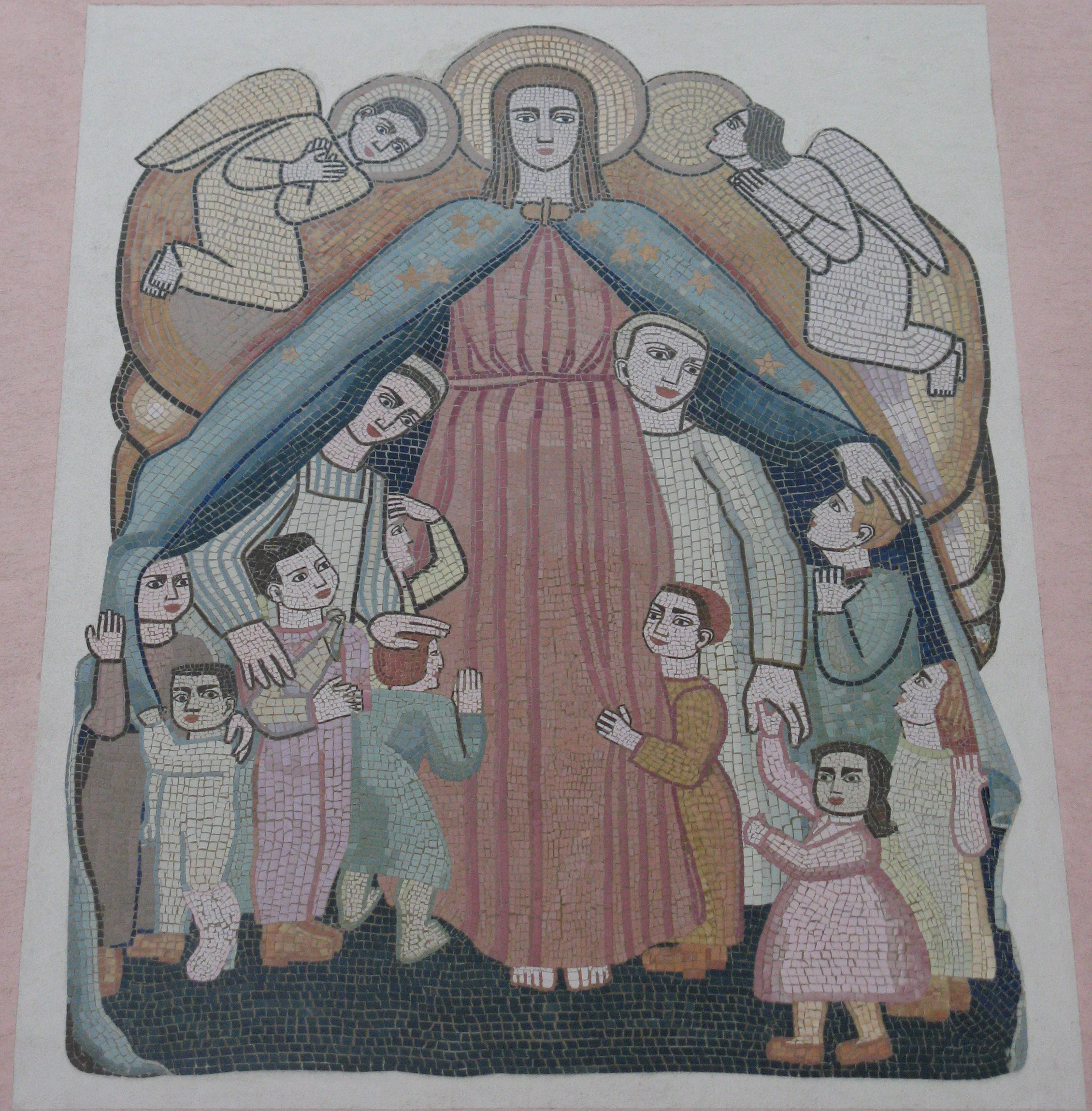

### Nr. 35: Ankerbrot-Fabrik
Die Ankerbrot-Fabrik ist eine weitläufige Industrieanlage, die in ihrer heutigen Form meist aus den 1920er Jahren stammt. 1891 wurde die Wiener Brot- und Gebäckfabrik Heinrich & Fritz Mendl gegründet, deren Markenzeichen der Anker war, und 1893 an den heutigen Standort verlegt. Seit 1900 wurden die Teile der Fabrik erbaut, die Mitte der 1920er Jahre vollendet waren. 1906 wurde der Name der Firma auf Ankerbrot geändert. Sie wurde eine der bekanntesten und traditionsreichsten Firmen Wiens. In den 1930er Jahren entstand der bekannte Werbespruch: Worauf freut sich der Wiener, wenn er vom Urlaub kommt? Auf Hochquellwasser und Ankerbrot.
Die Arbeiter der Ankerbrot-Fabrik waren von jeher gewerkschaftlich sehr gut organisiert. 1918 bildeten sie zum Schutz der Fabrik eine rund tausend Mann starke Arbeiterwehr, was sie zu einer der stärksten derartigen Organisationen Wiens machte. Während der Februarkämpfe 1934 befand sich hier ein Stützpunkt sowohl des Republikanischen Schutzbundes wie auch der Sozialdemokratischen Partei.
Nach dem „Anschluss“ Österreichs an das Deutsche Reich, 1938, wurde der in jüdischem Familienbesitz befindliche Betrieb „arisiert“. Als die Lohnsteuer an das reichsdeutsche Niveau angehoben wurde, während die Löhne aber gleich blieben, fanden aufsehenerregende Streiks in der Ankerbrot-Fabrik statt, die von der Gestapo beendet wurden.
Heute befindet sich eine Gedenktafel in der Fabrik, die an Widerstandskämpfer erinnert, wie an Alexander Scheck, der am 13. Februar 1934 erschossen wurde, Käthe Odwody, die 1940, Ludwig Führer und Franz Misek, die 1944 hingerichtet wurden. Nach dem Krieg erfolgte wegen finanzieller Schwierigkeiten die Fusion mit den Hammerbrotwerken zur Vereinigten Nahrungsmittel Industrie AG.
Auf dem annähernd quadratischen Betriebsgelände befinden sich Produktions- und Werkstättengebäude, Lager- und Ladehallen sowie Getreidespeicher. Der Alte Getreidespeicher (Objekt 14) wurde 1900 von Friedrich Schön erbaut. Es handelt sich um einen kubischen fünfgeschoßigen Sichtziegelbau. Daneben befindet sich der Neue Getreidesilo von 1926/27, der durch seine fensterlosen, hochaufragenden Straßenfronten monumentale Wirkung erzielt. Es ist ein Stahlbetonbau, der im Inneren 30 Stahlbeton-Silokammern besitzt. Weiters ist die Große Verladehalle von 1925 interessant, die über 50 Meter breit und aus Stahlbeton ist.
Die große Fabrik musste, da Ankerbrot in finanziellen Schwierigkeiten steckte, 2003 einem Konsortium aus fünf Banken übereignet werden, das 2009 Teile des Areals an den Unternehmer Walter Asmus verkaufte. Er wollte den Altbestand nicht demolieren, sondern „begann stattdessen den Charme der alten Brotfabrik zu verkaufen.“ Im Sommer 2010 waren nach seinen Angaben bereits 70 % der Lofts verkauft. Obwohl Ankerbrot das Gelände verkauft hatte und von den neuen Eigentümern mit zwei Räumungsklagen bedacht wurde, produzierte und investierte das Unternehmen dort weiterhin und trägt sich seit 2010 mit der Absicht, das eigentliche Produktionsareal zurückzukaufen. Dadurch entstanden Interessenskonflikte mit den Käufern der Lofts. 2011 wurde die Absicht, mit der Backwarenproduktion an der Absberggasse zu bleiben, von Ankerbrot-Eigentümer Peter Ostendorf bekräftigt. 2019 wurde die historische Ankerbrotfabrik verkauft.

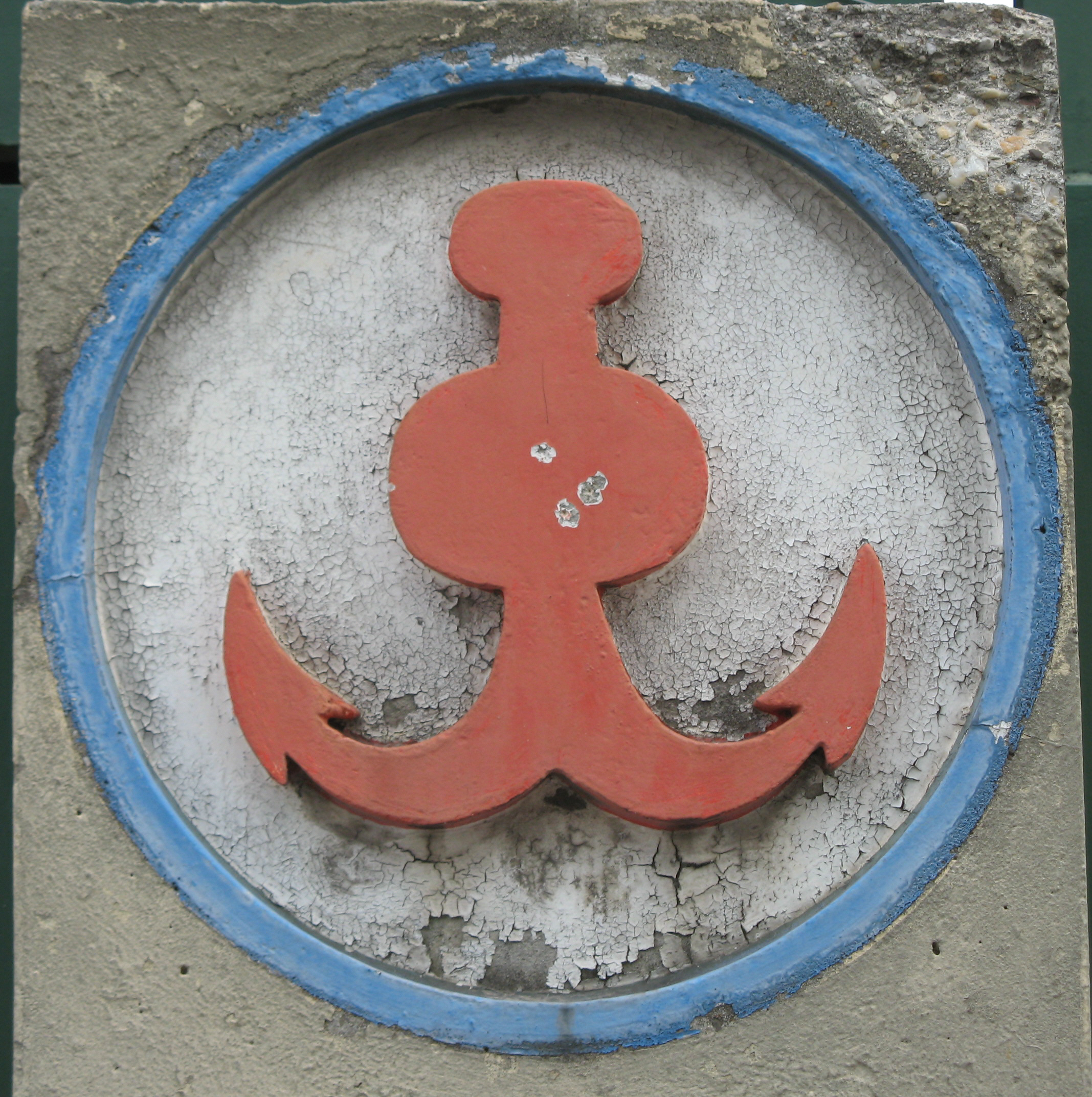
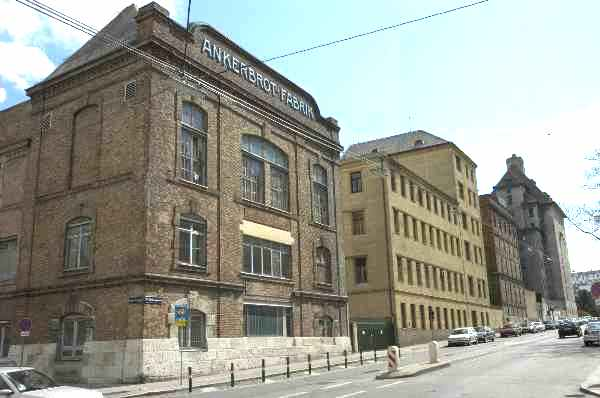
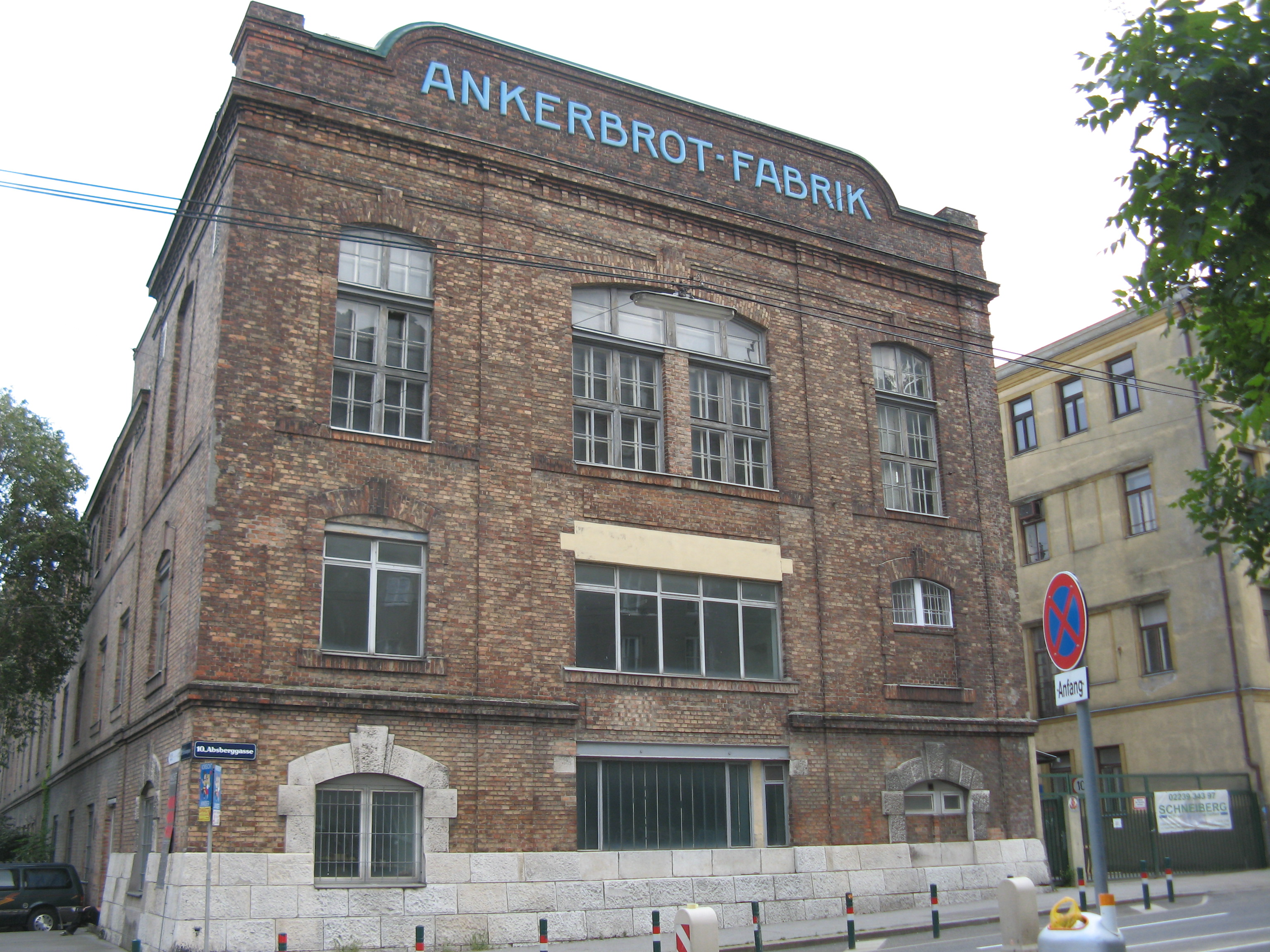
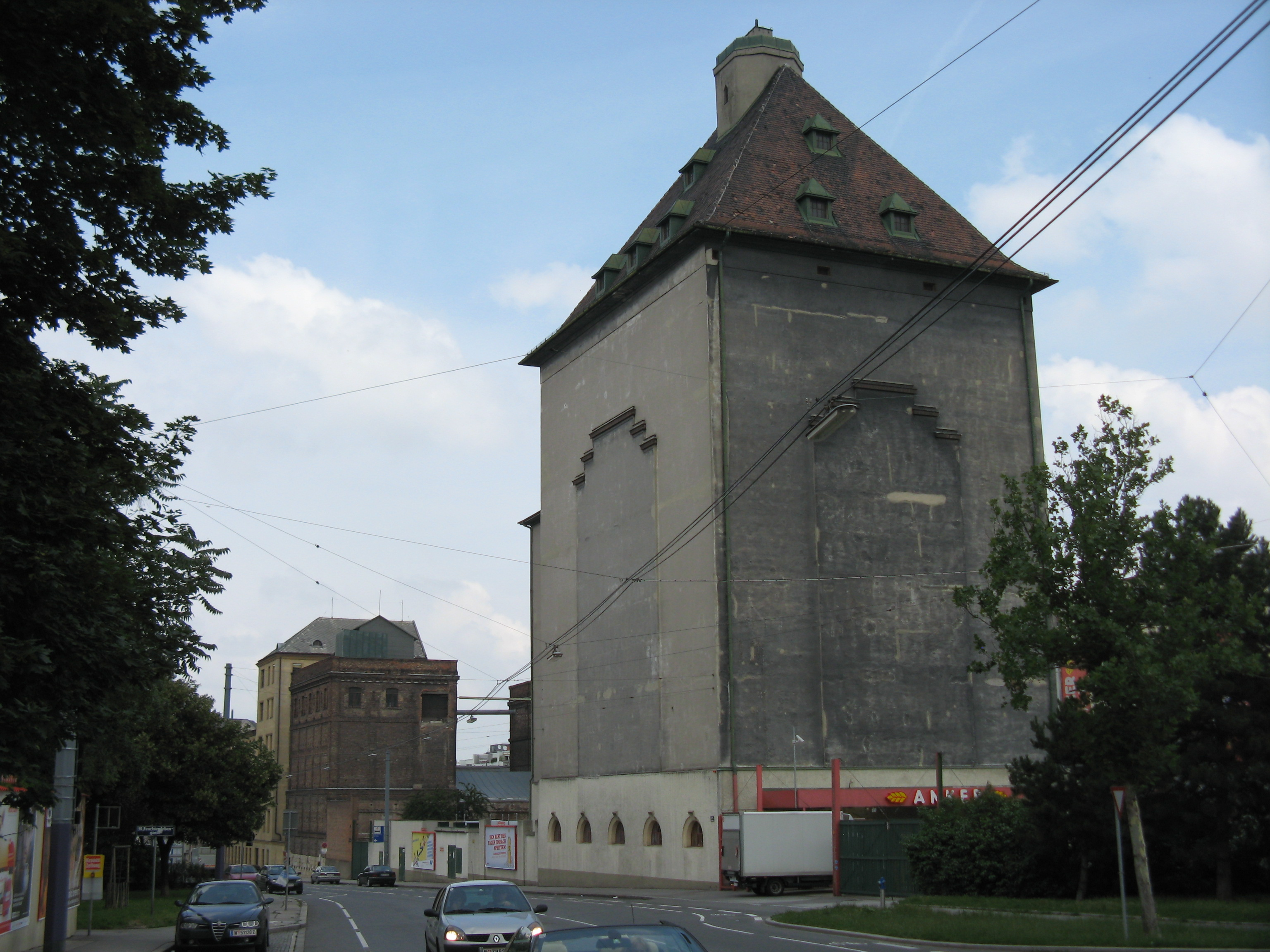
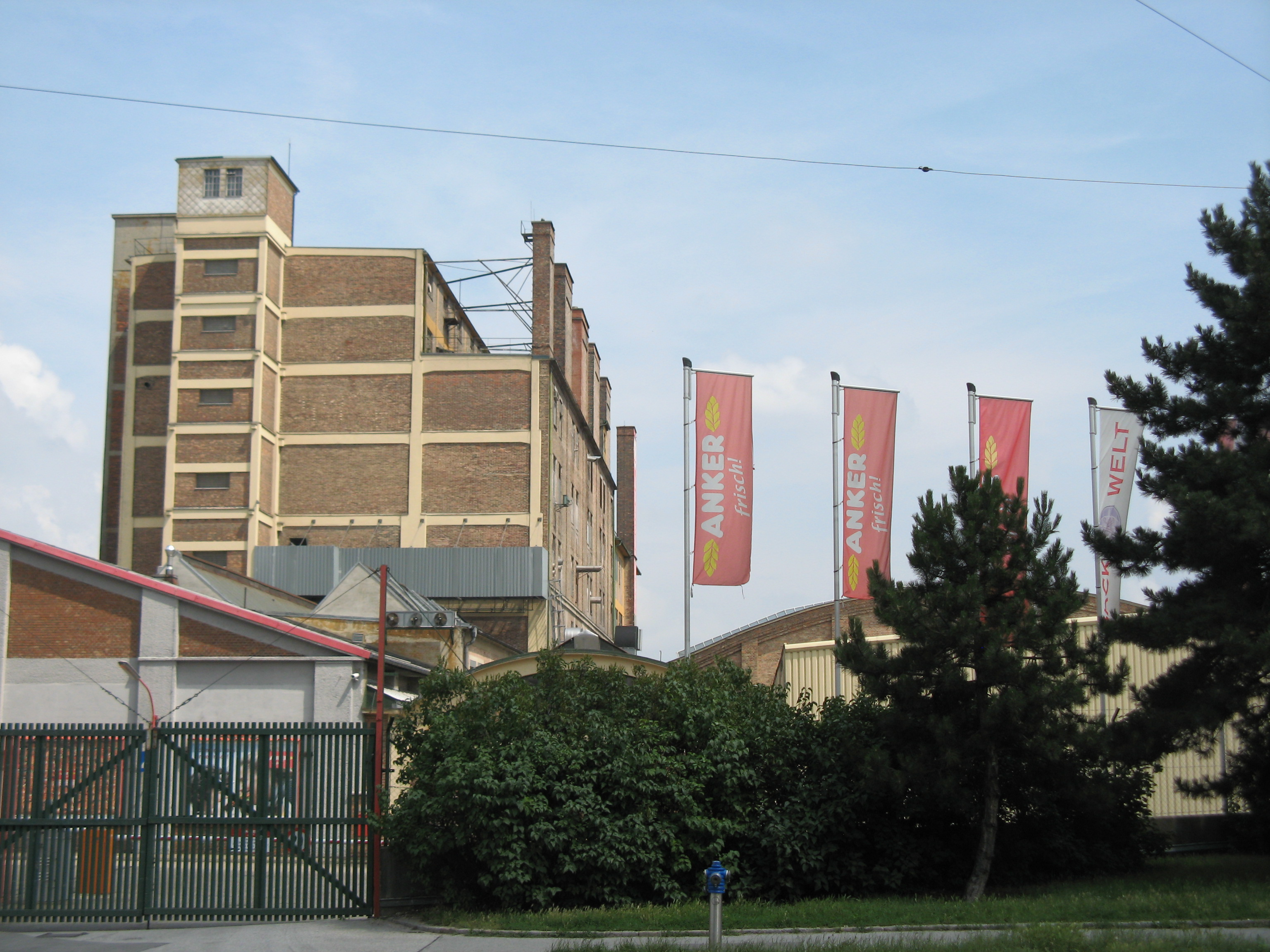
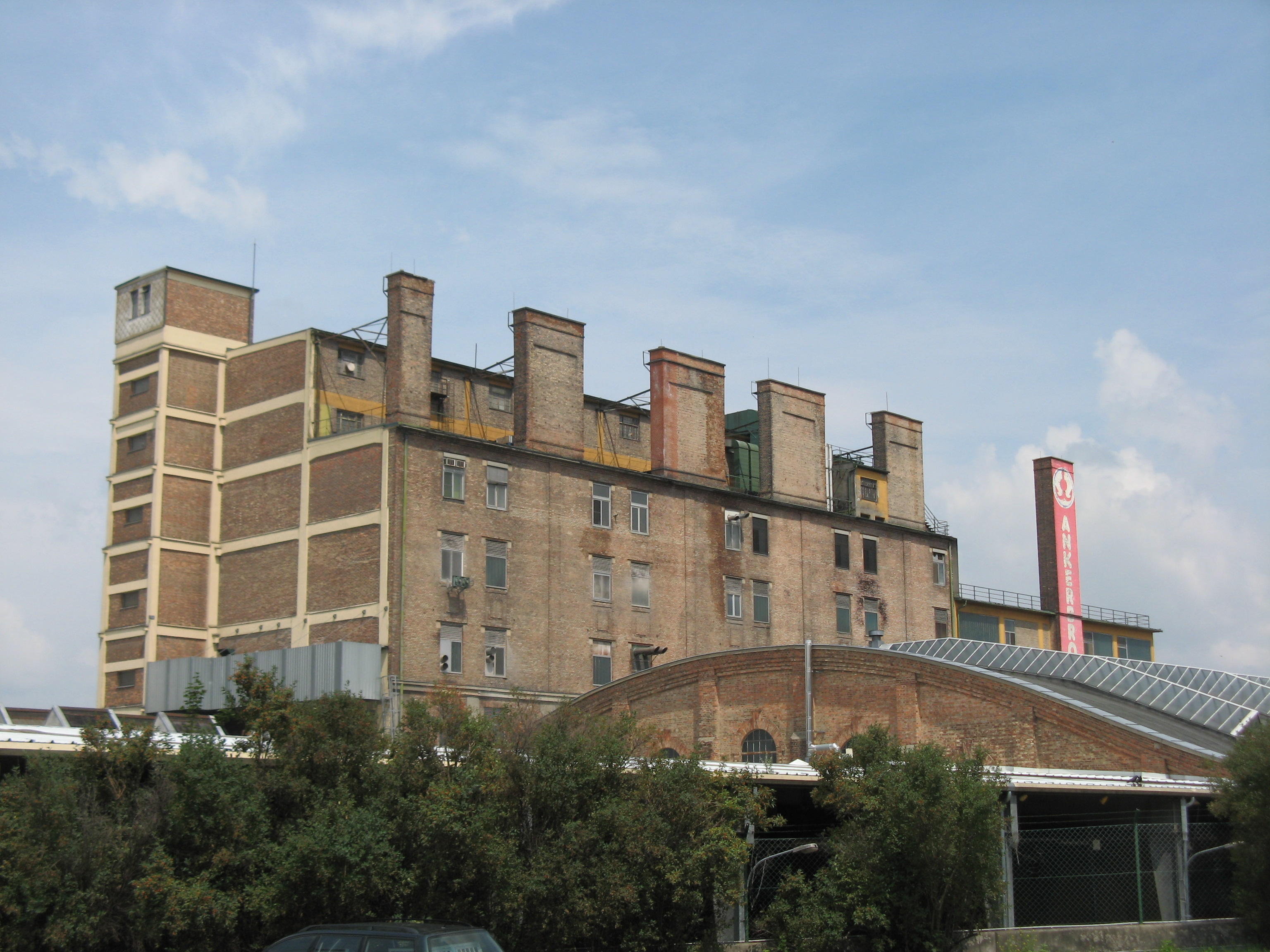

### Nr. 47–51: Monte Laa mit Porr-Hochhaus
Südlich der Ankerbrot-Fabrik und einiger weniger Gärten erhebt sich bei der Kreuzung mit der Laaer-Berg-Straße das Hochhaus der Bau-Gruppe Porr mit 21 Stockwerken aus dem Jahr 1999. Dahinter erstreckt sich das 2001–2008 errichtete Siedlungs- und Wohngebiet Monte Laa – „ein Prestigeprojekt geförderten Wiener Wohnens“ – teilweise über der überdachten Autobahntrasse der Südosttangente.

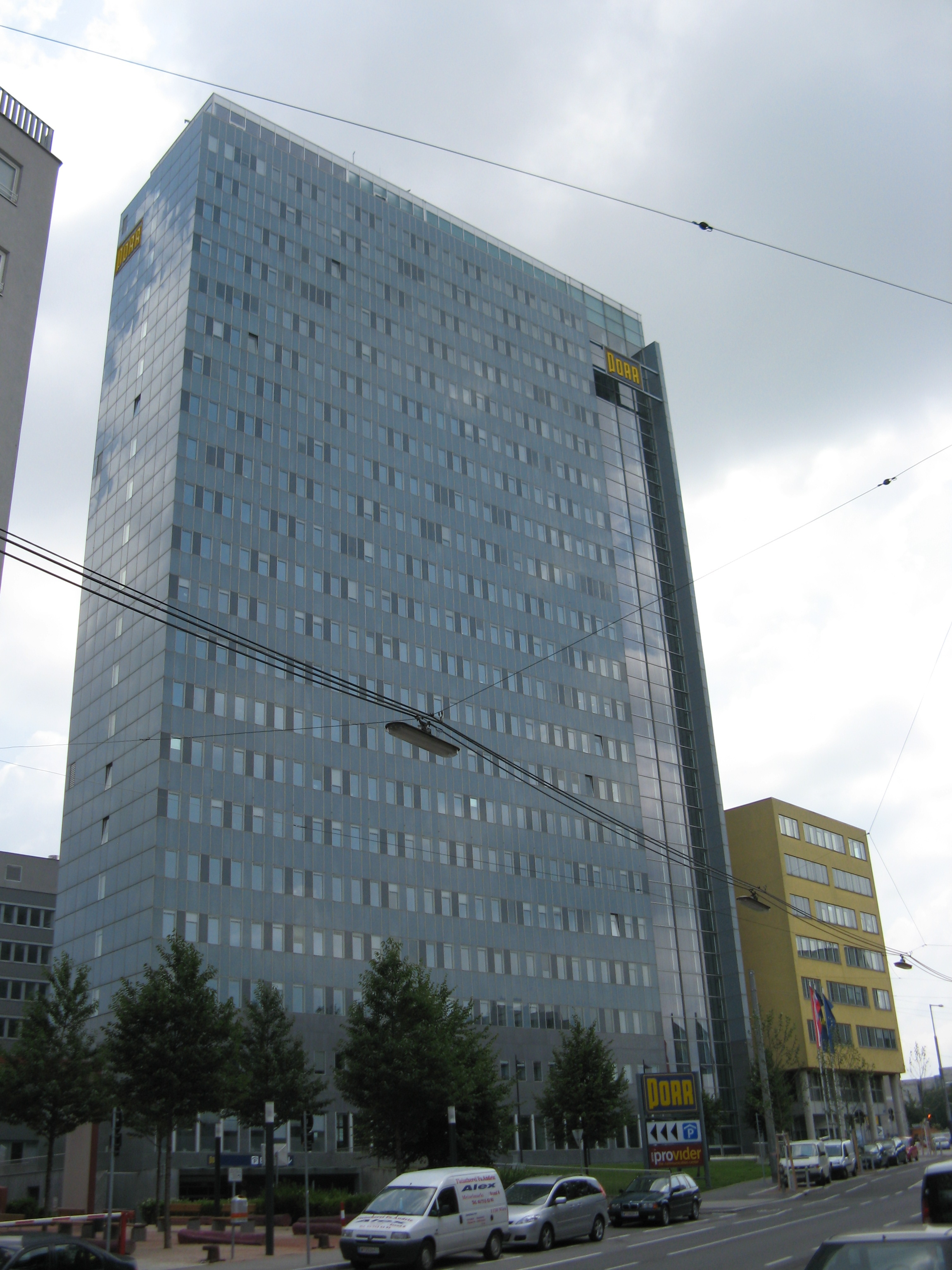
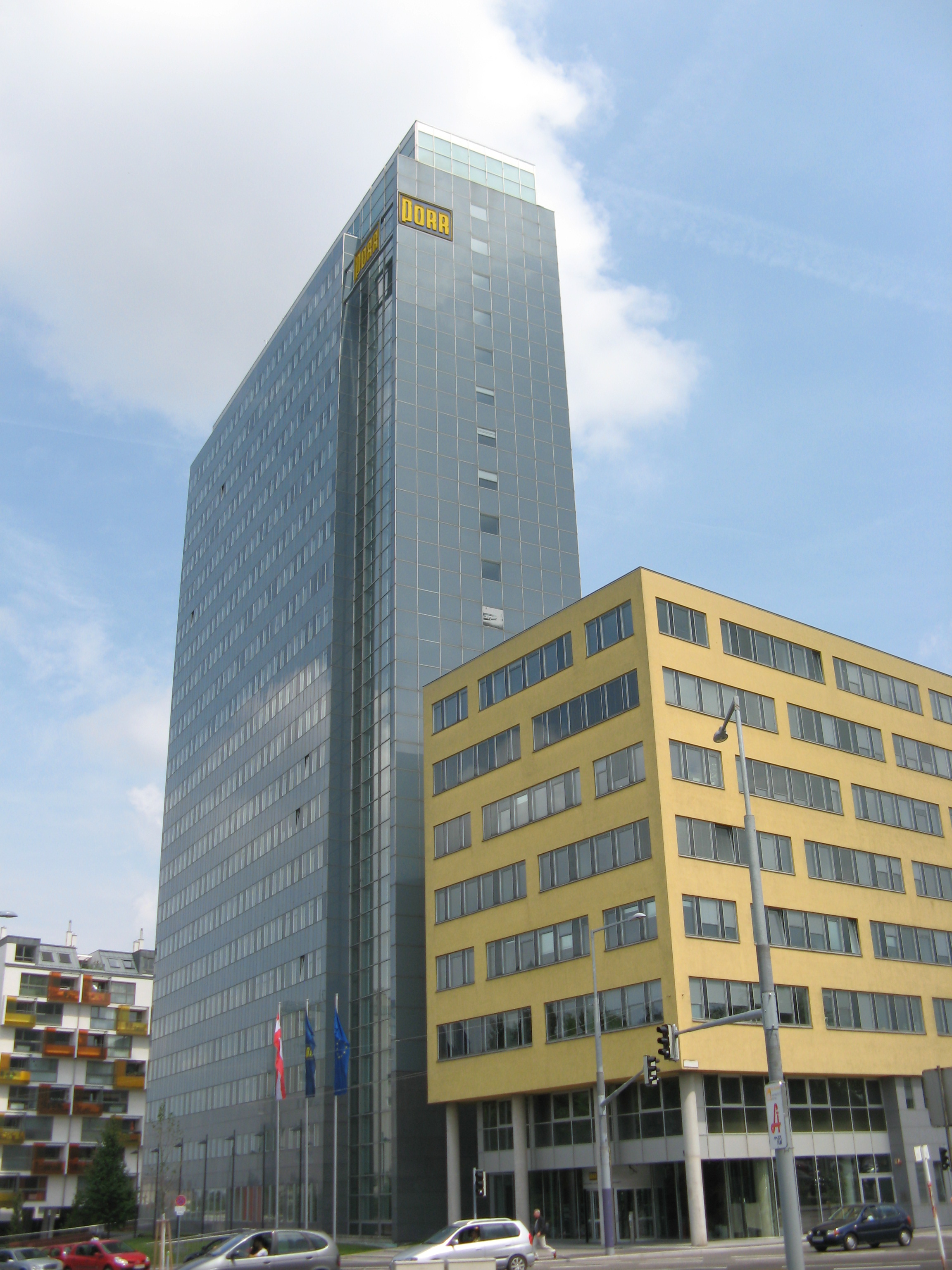
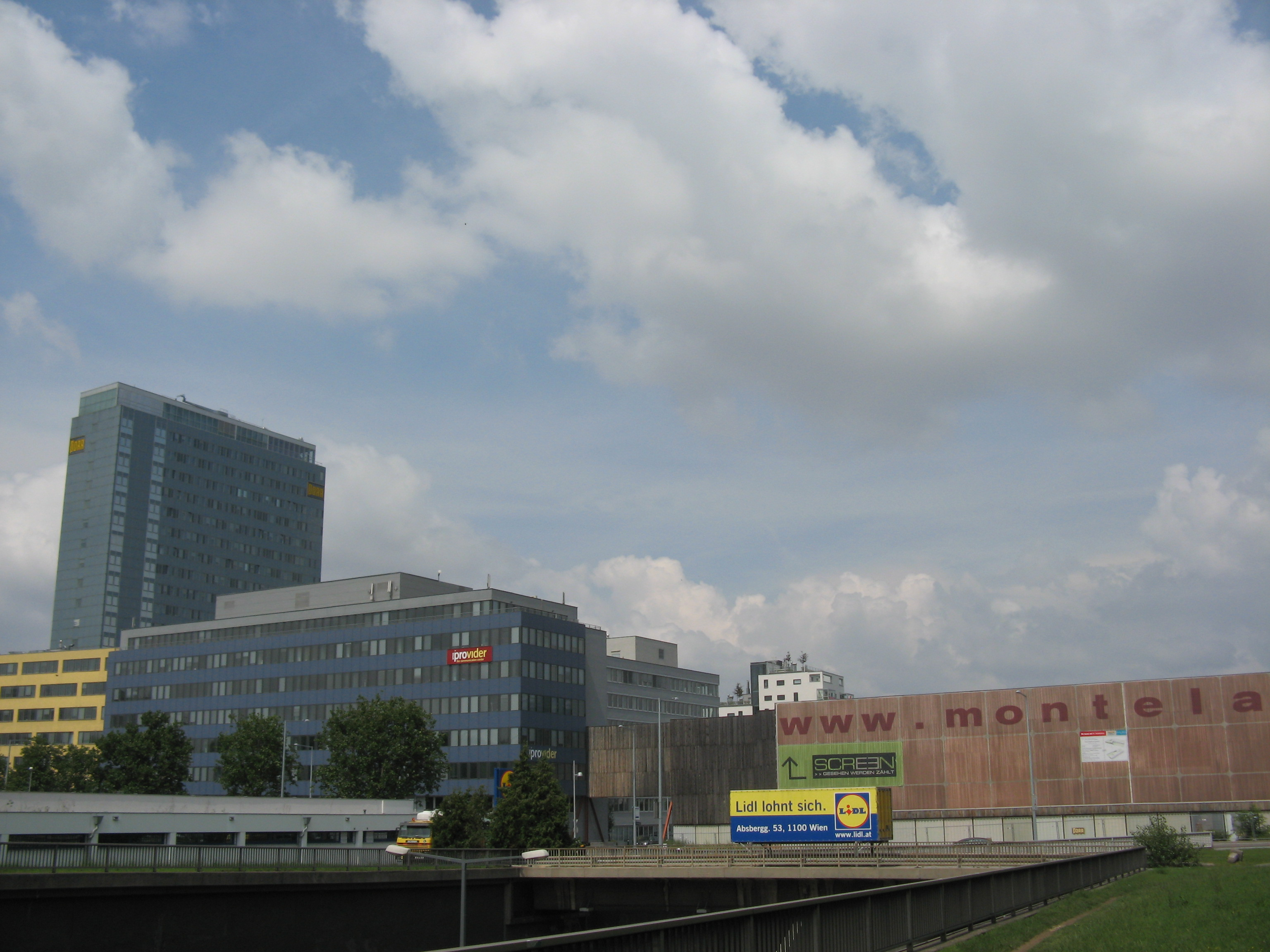

### Alfred-Böhm-Park
Südlich der Laaer-Berg-Straße erstreckt sich an der westlichen Straßenseite der 1998 nach dem aus Favoriten stammenden Volksschauspieler Alfred Böhm benannte Alfred-Böhm-Park. In dessen Süden, an der Seite zur Absberggasse, befinden sich ausgedehnte Kinderbereiche und Spielplätze.

### Nr. 50: Offene Mittelschule
Den Abschluss der Absberggasse bildet die 1991–1994 errichtete Hauptschule (heute Offene Mittelschule) nach Plänen von Rüdiger Lainer und Gertrud Auer. Die Schule wurde kammartig konfiguriert, um eine optimale Belichtung der Klassenzimmer zu erzielen. Am Eingang befinden sich Keramikfiguren aus der hauseigenen Keramikstube.

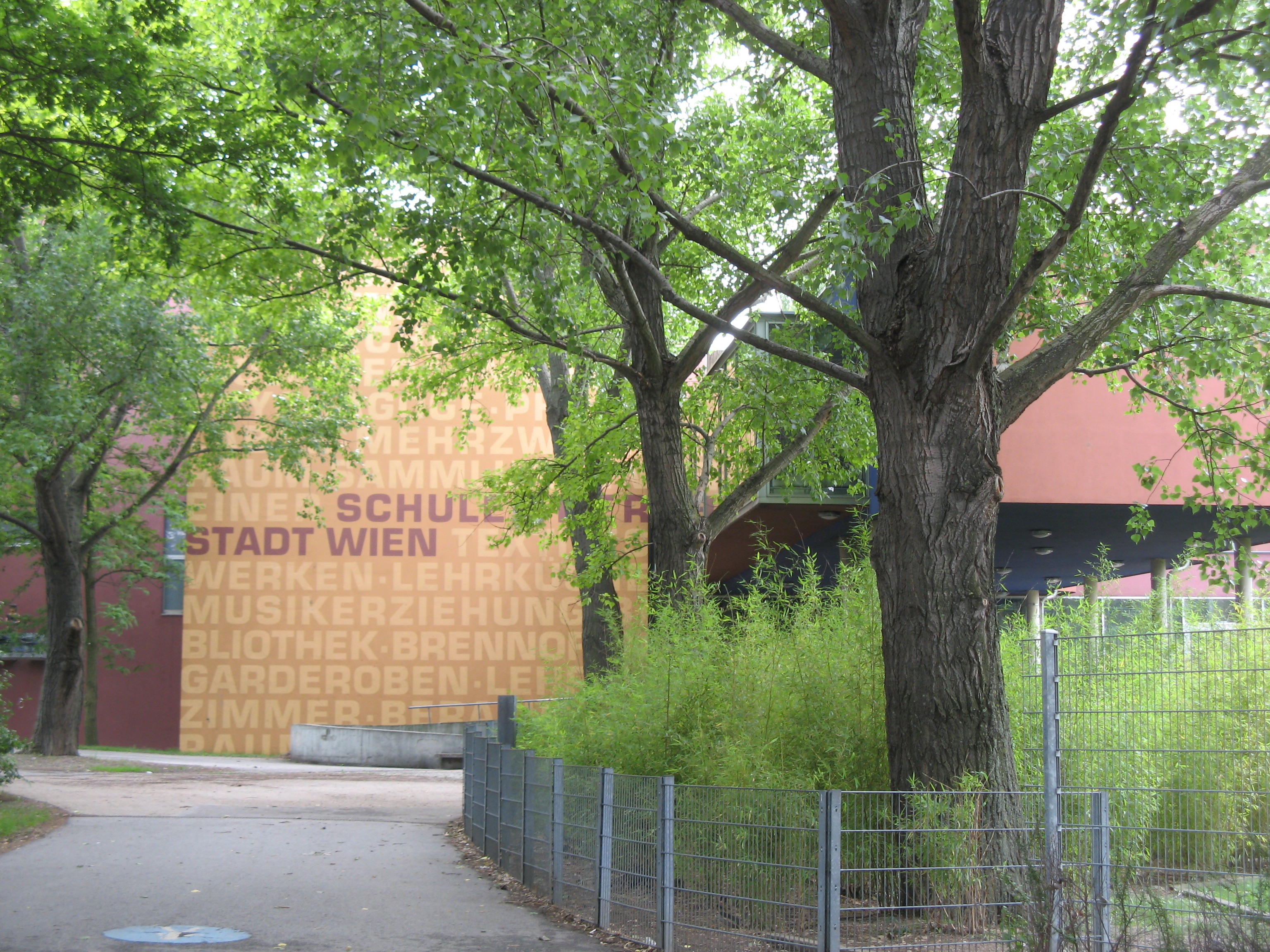
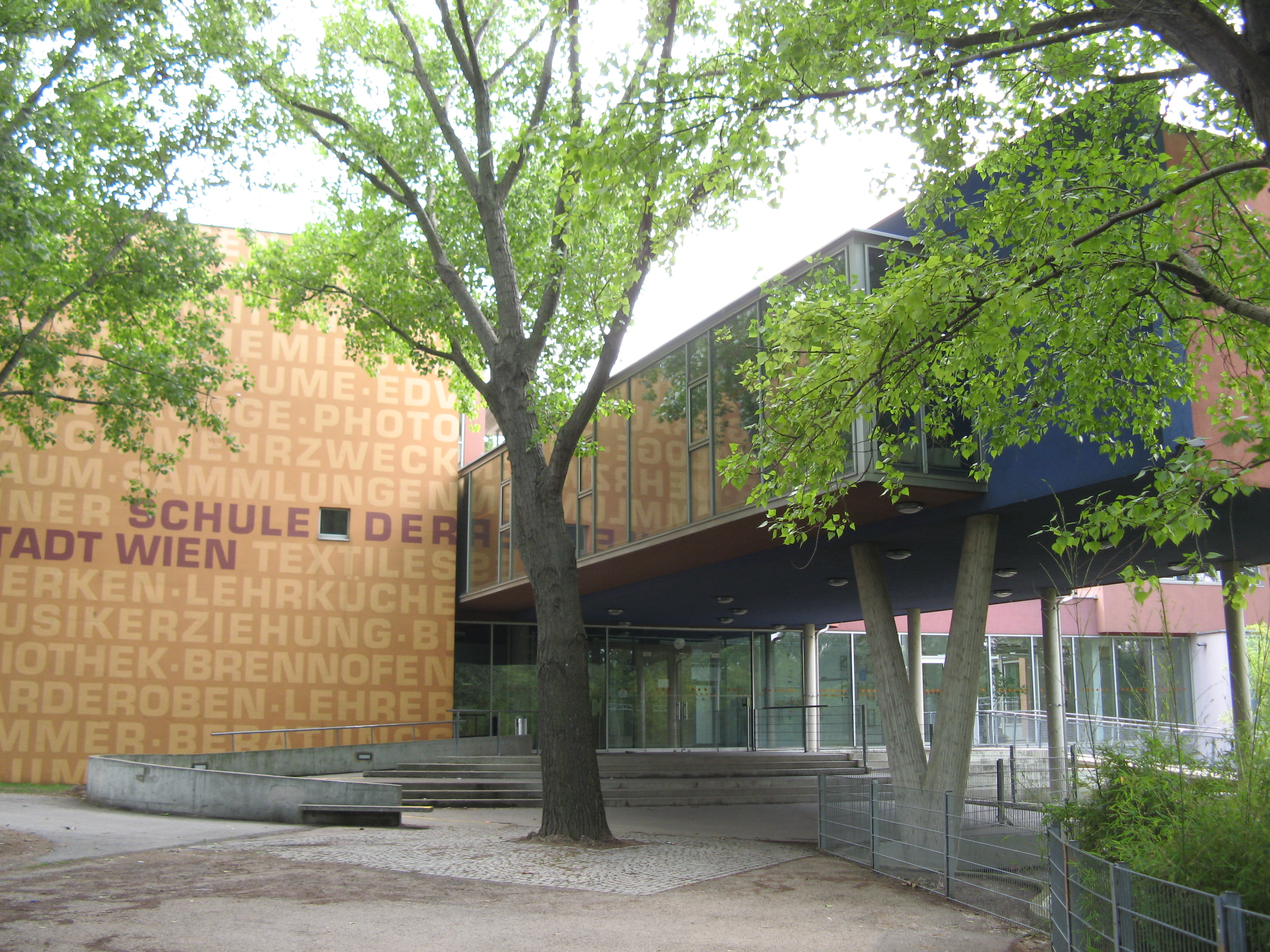
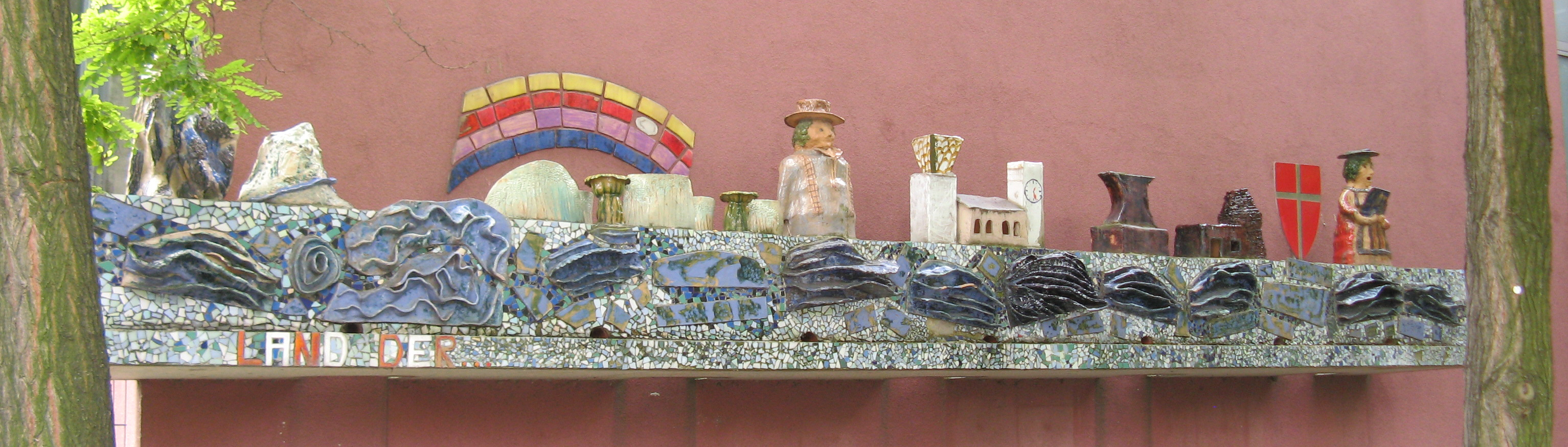